# Beni Djellil
Beni Djellil là một đô thị thuộc tỉnh Béjaïa, Algérie. Dân số thời điểm năm 2002 là 8.983 người.